# ジャック・チャーチル
ジョン・マルコム・ソープ・フレミング・チャーチル（John Malcolm Thorpe Fleming Churchill、1906年9月16日 - 1996年3月8日）は、イギリスの陸軍軍人。最終階級は中佐。
すでに一部では個人携行兵器としても自動火器が普及しつつあった第二次世界大戦において、長剣やロングボウおよび矢で武装し戦果を挙げたことで知られる。愛称はマッド・ジャック（Mad Jack）、ファイティング・ジャック（Fighting Jack）。信念は「士官たる者、剣を持たずして戦場に赴くべきではない」。

## 来歴

### 初期
1906年、イングランド南東部のサリー（大英帝国統治下の香港、あるいはセイロン植民地（スリランカ）との文献もあり）に生まれる。
公務員だった父の転勤に伴い香港、英国を転々としながらアーチェリーとバグパイプに熱中。1924年にバグパイプ演奏の技術を見込まれラオール・ウォルシュ監督の映画『バグダッドの盗賊』に出演。1926年にサンドハースト王立陸軍士官学校を卒業した後、マンチェスター連隊に配属されビルマで軍務に就く。無線技術の習得のため、カルカッタまでの長距離を通勤し、移動手段のオートバイに凝るようになる。
1936年に退役し、ナイロビの新聞社で編集者として勤務。その一方でモデルや俳優としても働き、1938年にはジャック・コンウェイ監督の映画『響け凱歌』に出演した。またこの間もバグパイプとアーチェリーの活動にも力を注ぎ、「オールダーショット軍楽隊行進」のバグパイプ競技会で2位に入賞、1939年度のアーチェリー世界大会にはイギリス代表として出場している。

### 第二次世界大戦

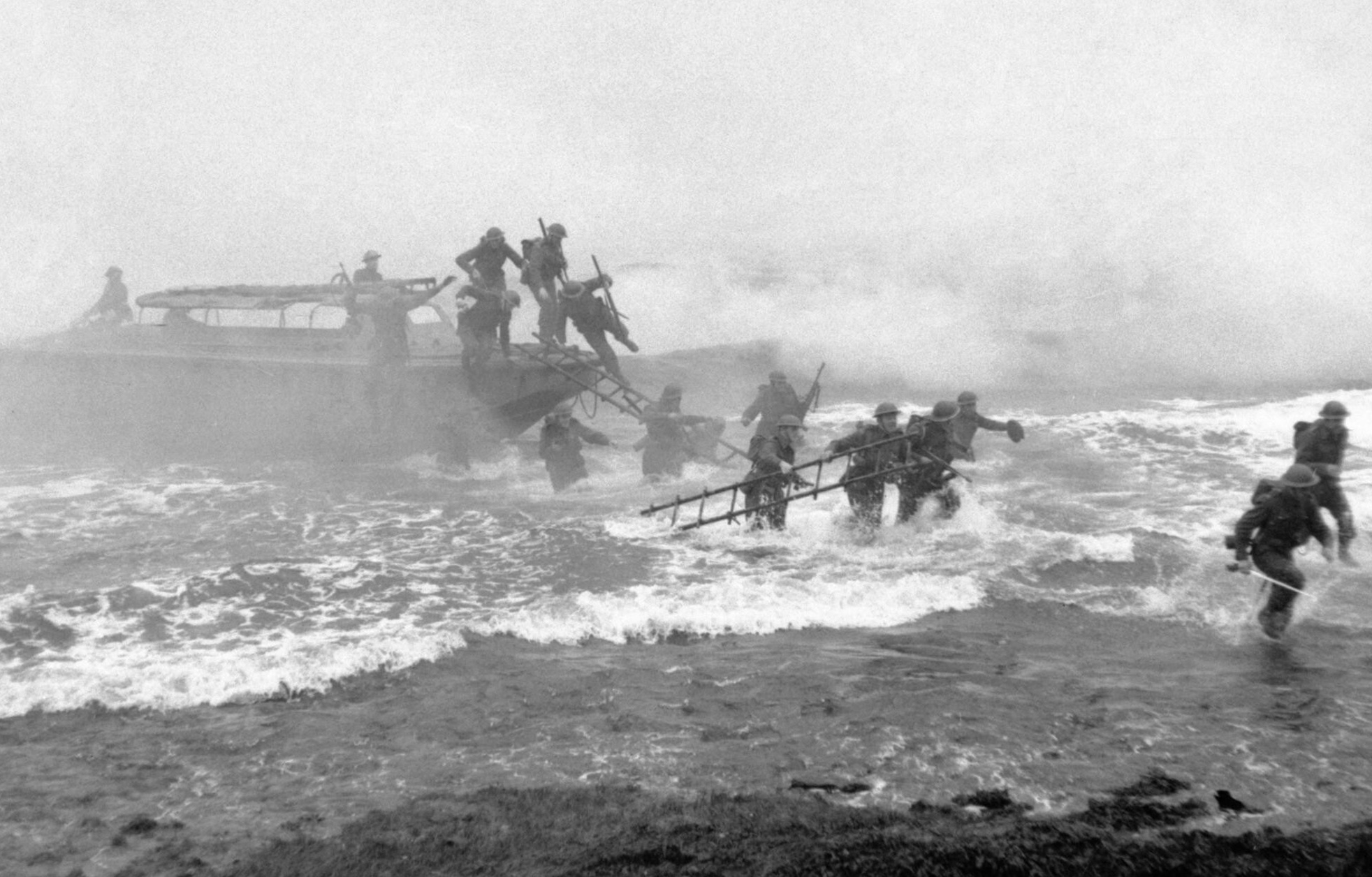
上陸訓練において剣を片手に先導するジャック（写真右端の人物）

1939年、ポーランド侵攻にはじまる第二次世界大戦の開戦にともない軍務に復帰する。
1940年5月、彼の所属する部隊がドイツ軍と戦闘に及んだ際、ジャックは攻撃開始の合図としてロングボウで矢を放ち、敵の下士官を倒した。これにより彼は第二次大戦中に弓で敵を殺傷した記録上唯一のイギリス軍人となった。ダンケルクの戦いに参加した後、コマンド部隊に志願する。当時彼はコマンドの意味するところを知らなかったが、危険な任務に就くことは理解しており、そこに興味を惹かれての行動であった。
1941年12月27日に行われたノルウェーのドイツ軍に対する奇襲攻撃（アーチェリー作戦）にコマンド部隊の一員として参加。上陸に際しバグパイプを奏でた後、手榴弾を投げて攻撃に移った。彼の突飛な行動にもかかわらず作戦は成功し、この功によって勲章を授けられた。
1943年7月、指揮官としてコマンド部隊を率いてイタリアのカターニアへ侵攻した際、ジャックの腰にはもはや代名詞となっていた刀（クレイモア）が下げられ、背中にはロングボウと矢が、手にはバグパイプがあった。サレルノでの戦闘では42名の捕虜を捕ることに成功。帰路においては手押し車に負傷兵を収容し、捕虜のドイツ兵にこれを引かせることで運んだ。彼いわくこの行動は「ナポレオン戦争当時のやり方にならったもの」であった。
1944年にはユーゴスラヴィアの戦線において地元のパルチザンを率いるヨシップ・ブロズ・チトー（のちのユーゴスラヴィア大統領）と共闘した。同年5月、ブラチ島を攻撃する命令を受けた彼は1500人のパルチザンと40余名のコマンドを率いて奇襲攻撃を展開。上陸後にドイツ軍の激しい砲撃にさらされたため、パルチザンは攻撃を中止し撤退したが、ジャックはバグパイプでもって指揮下のコマンド部隊に戦闘継続を指示した。しかし、友軍のスピットファイアから機銃掃射を受けたため、方針を転換し、翌朝に再攻撃を仕掛けることにした。翌朝の攻撃にもパルチザンは参加しなかったため、ジャックは40名のコマンドのみで敵の側面に向かって突撃した。激しい戦闘の末、攻撃目標に到達できたのはジャックを除いて6名のみであった。敵の迫撃砲による攻撃で味方が次々と倒れる中、ジャックはバグパイプでスコットランド民謡の"Will Ye No Come Back Again?"を奏で続けたが、ついには敵の手榴弾により吹き飛ばされ意識を失い、捕虜となった。隊長であった彼の身柄は尋問のためにベルリンに運ばれた。
収容された捕虜収容所において、ジャックは2度に渡り脱走を企てた。1度目は廃棄された用水路を通って脱出するというもので、収容所からバルト海を目指すも、海岸まであと数キロメートルのところで発見されて失敗した。2度目の脱走は1945年で、SS（武装親衛隊）によって移送されていたところ、捕虜の保護命令を受けたヴィヒャルト・フォン・アルフェンスレーベンドイツ国防軍大尉の部隊に包囲され、親衛隊が逃亡。解放されたジャックはイタリアを目指して徒歩で移動し、途中アメリカ軍に保護された。イギリスの軍務に復帰したジャックは大日本帝国軍との戦線であったビルマ戦線に転属となったが、彼がインドに着くころに広島と長崎に原子爆弾が投下され、1945年8月15日、大日本帝国は無条件降伏した。終戦の事実を知った彼は不愉快そうに「忌々しいアメ公が余計なことをしなければあと10年は戦争ができたのに」とつぶやいたという。

### ハダサー医療従事者虐殺事件
第二次世界大戦後、空挺兵の資格を取り、スコットランドのシーフォース・ハイランダーズに転籍、パレスチナに配属される。
パレスチナの英国委任統治が終わる直前の1948年4月13日、ハダサー医療従事者虐殺事件が発生。非武装のユダヤ人医師、看護婦、教授、講演者たちからなる一行が10台の車両に分乗してハダサー病院へ向かう途中、地雷によって立ち往生させられたところを、アラブ人テロリストに襲撃された。12名の部下と共に真っ先に救援へ駆けつけたジャックは、イギリス軍からの不介入命令を無視してバスに乗り込むと装甲兵員輸送車による脱出を提案し、乗員らが救援が来るまでの待機を希望したため、アラブ人テロリストへと反撃を開始した。バスには6、7時間にわたって射撃が浴びせられて、うち2台が炎上して乗員79人のうち77人が死亡し、他にも20名の負傷者を出した。最終的にはイギリス軍の介入によって事態は収束し、ジャックは事件後にハダサー病院から700名に及ぶユダヤ人医師、学生、患者の避難を行った。
後にこの事件についてジャックは「約150人の反乱軍が、ブランダーバスや古いフリントロック式銃から現代のステン短機関銃やブレン軽機関銃まで、さまざまな武器で武装していて、アメリカン・コロニーの敷地内にあるサボテン畑の後ろに隠れていた」「私は外に出て彼らに立ち向かった」「約250人のライフル兵が敷地の端にいて輸送隊を撃っていた。私は彼らに、このような卑劣な目的のためにアメリカン・コロニーの敷地を使用しないように懇願した」と語っている。

### 戦後
1952年には旧友であるリチャード・ソープ監督の依頼を受けた。
その後オーストラリアで空挺兵の教官を務めていた際にサーフィンに凝り、軍の事務員として英国に帰国した後はセヴァーン川において巨大な潮津波を乗りこなした最初の人物となった。また通勤時には列車の窓から自宅の裏庭へと鞄を投げ込むのが日課となり、乗客たちを驚かせた。テムズ川でラジコンの軍艦を操縦して遊ぶことも好んだという。
1959年に退役。1996年にサリーで生涯を終えた。
2014年、ノルウェー王立冒険クラブより「史上最も優れた冒険家の一人」の称号を与えられた。